# Buellia elizae
Buellia elizae är en lavart som först beskrevs av Edward Tuckerman, och fick sitt nu gällande namn av Edward Tuckerman 1866. Buellia elizae ingår i släktet Buellia och familjen Caliciaceae.   Inga underarter finns listade i Catalogue of Life.